# Tsakístra
Tsakístra är en ort i Cypern.   Den ligger i distriktet Eparchía Lefkosías, i den centrala delen av landet, 60 km väster om huvudstaden Nicosia. Tsakístra ligger 965 meter över havet och antalet invånare är 112. Den ligger på ön Cypern.
Terrängen runt Tsakístra är kuperad.Trakten runt Tsakístra är mycket glesbefolkad, med 5 invånare per kvadratkilometer. Närmaste större samhälle är Léfka, 15,1 km nordost om Tsakístra. 
Medelhavsklimat råder i trakten. Årsmedeltemperaturen i trakten är 18 °C. Den varmaste månaden är juli, då medeltemperaturen är 29 °C, och den kallaste är januari, med 7 °C. Genomsnittlig årsnederbörd är 572 millimeter. Den regnigaste månaden är januari, med i genomsnitt 123 mm nederbörd, och den torraste är augusti, med 2 mm nederbörd.